# 57
57（五十七、ごじゅうなな、ごじゅうしち、いそなな、いそじあまりななつ）は自然数、また整数において、56の次で58の前の数である。 

## 性質
- 57は合成数であり、正の約数は 1, 3, 19, 57 である。
  - 約数の和は80。
- 57 = 3 × 19
  - 20番目の半素数である。1つ前は55、次は58。
  - n = 1 のときの 19 × 3n の値とみたとき1つ前は19、次は171。(オンライン整数列大辞典の数列 A176413)
- 1/57 = 0.017543859649122807… (下線部は循環節で長さは18)
  - 逆数が循環小数になる数で循環節が18になる3番目の数である。1つ前は38、次は76。
- 57 × 834 = 47538 であるが、右辺は左辺の数を入れ替えたものである。
- 57 = 70 + 71 + 72
  - a = 7 のときの a0 + a1 + a2 の値とみたとき1つ前は43、次は73。
  - 7の累乗和とみたとき1つ前は8、次は400。(オンライン整数列大辞典の数列 A023000)
    - 57 = 73 − 1/7 − 1 = 83 + 1/8 + 1

  - 素数 p = 7 のときの p0 + p1 + p2 の値とみたとき1つ前は31、次は133。(オンライン整数列大辞典の数列 A060800)
- 約数の和が57になる数は1個ある。(49) 約数の和1個で表せる18番目の数である。1つ前は44、次は62。
  - 約数の和が奇数になる8番目の奇数である。1つ前は39、次は63。
- {\displaystyle 57^{2}={\sum _{k=1}^{100}\sigma (k)}-\sum _{k=1}^{100}k} (σ は約数関数)。
- 各位の和が12になる3番目の数である。1つ前は48、次は66。
- 各位の平方和が74になる最小の数である。次は75。(オンライン整数列大辞典の数列 A003132)
  - 各位の平方和が n になる最小の数である。1つ前の73は38、次の75は157。(オンライン整数列大辞典の数列 A055016)
- 各位の立方和が468になる最小の数である。次は75。(オンライン整数列大辞典の数列 A055012)
  - 各位の立方和が n になる最小の数である。1つ前の467は1556、次の469は157。(オンライン整数列大辞典の数列 A165370)
- 57 = 7 × 23 + 1 より10番目のプロス数である。1つ前は49、次は65。
- 2つの連続素数を並べてできる3番目の数である。1つ前は35、次は711。(オンライン整数列大辞典の数列 A045533)
- 57 = 22 + 22 + 72 = 42 + 42 + 52
  - 3つの平方数の和2通りで表せる6番目の数である。1つ前は51、次は59。(オンライン整数列大辞典の数列 A025322)
- 57 = 25 + 52
  - n = 5 のときの 2n + n2 の値とみたとき1つ前は32、次は100。(オンライン整数列大辞典の数列 A001580)
  - n = 2 のときの 5n + n5 の値とみたとき1つ前は6、次は368。(オンライン整数列大辞典の数列 A001593)
- 円周上に異なる7つの点をとってそれぞれを結んだとき57個の領域に分けることができる。1つ前の6点は31、次の8点は99。(オンライン整数列大辞典の数列 A000127)
  - この数は n = 7 のときの n4 − 6n3 + 23n2 − 18n + 24/24 の値である。
- 57 = 26 − 23 + 1
  - n = 2 のときの n6 − n3 + 1 の値とみたとき1つ前は1、次は703。(オンライン整数列大辞典の数列 A060891)

## その他 57 に関連すること
- ある種の冗談として、57 は「グロタンディーク素数」と言われる[1]。
- 年始から数えて57日目は、2月26日。
- 原子番号 57 の元素はランタン (La)。
- 第57代天皇は陽成天皇である。
- 日本の第57代内閣総理大臣は岸信介である。
- 大相撲の第57代横綱は三重ノ海剛司である。
- 第57代ローマ教皇はアガペトゥス1世（在位：535年5月13日～536年4月22日）である。
- 易占の六十四卦で第57番目の卦は、巽為風。
- クルアーンにおける第57番目のスーラは鉄である。
- 国際電話番号の 57 は、コロンビア。
- 『57』は、キッド・ハープーン（英語版）の2007年の曲。
- 『パッセンジャー57』は、1992年のアメリカの映画。
- Su-57はロシアの第五世代戦闘機である。
- ボフォース57mm砲はボフォース社の機関砲である。
- 九七式五糎七戦車砲は九七式中戦車に使用されている主砲である。
- 九〇式五糎七戦車砲は八九式中戦車に使用されている主砲である。
- ZiS-2 57mm対戦車砲はソ連の対戦車砲である。
- ASU-57はソ連の対戦車自走砲である。
- ZSU-57-2はソ連の対空戦車である。
- M18 57mm無反動砲はアメリカの無反動砲である。
- S-60 57mm対空機関砲はソ連の対空機関砲である。
- 試製五十七粍戦車砲は日本陸軍の戦車砲である。
- 試製機動五十七粍砲は日本陸軍の対戦車砲である。
- 5.7x28mm弾はFN社が開発したPDW用の弾薬である。